# 鎌居五朗
鎌居 五朗（かまい ごろう、1927年1月20日 - 2001年4月3日）は、日本の経営者。日東電工社長を務めた。愛媛県出身。

## 経歴
1948年に松山経済専門学校を卒業し、同年に日東電気工業（のちの日東電工）に入社。1974年5月に取締役に就任し、1979年6月に常務、1983年6月に専務を経て、1985年6月に社長に就任。1996年6月に会長に就任。
1990年11月に藍綬褒章を受章
2001年4月3日午前8時、呼吸不全のために大阪府吹田市の病院で死去。74歳没。